# Discografia lui Gwen Stefani
Gwen Stefani a devenit cunoscutǎ ca vocalista trupei ska, No Doubt. Ultimul album al formației a fost lansat în 2004, anul în care Stefani și-a făcut debutul solo, cu albumul Love.Angel.Music.Baby. Albumul a fost primit cald de critici, iar de pe el au fost promovate jumǎtate din piese. Primele piese au avut succes în topuri, (What You Waiting For? #2 United World Chart, Rich Girl #2 în Romanian Top 100, Hollaback Girl #1 în Billboard Hot 100), iar "Cool" a ajuns în Top20 în toatǎ lumea. Albumul a fost influențat de muzica pop-dance a anilor "80.
Al doilea album, The Sweet Escape, nu a avut recenzii la fel de pozitive, cu toate cǎ unele piese au avut succes (The Sweet Escape #2 în SUA, Anglia, Romania, și Australia). Now That You Got It a devenit prima melodie a artistei care nu a intrat în Billboard Hot 100, sau oricare alt top Billboard. Ultimul single promovat a fost Early Winter.

## Albume
| An   | Informatii | Vanzari               |
| ---- | --- | --------------------- |
| 2004 | Love. Angel. Music. Baby. - Lansat: 23 noiembrie, 2004 - Label: Interscope - Producatori: André 3000, Dallas Austin, Dr. Dre, Nellee Hooper, Tony Kanal, Jimmy Jam and Terry Lewis, The Neptunes, Mark "Spike" Stent | Vanzari: 7.5 milioane |
| 2006 | The Sweet Escape - Released: 5 decembrie, 2006 - Label: Interscope - Producers: Akon, Sean Garrett, Nellee Hooper, Tony Kanal, The Neptunes, Swizz Beatz, Giorgio Tuinfort                                           | Vanzari: 3.8 milioane |

## Singles
| An   | Single                                      | Pozitia in top | Pozitia in top | Pozitia in top | Pozitia in top | Pozitia in top | Pozitia in top | Pozitia in top | Pozitia in top | Album                     |
| An   | Single                                      | WW             | U.S.           | UK             | GER            | FRA            | AUS            | ROM            | SWE            | Album                     |
| ---- | ------------------------------------------- | -------------- | -------------- | -------------- | -------------- | -------------- | -------------- | -------------- | -------------- | ------------------------- |
| 2004 | "What You Waiting For?"                     | 2              | 47             | 4              | 22             | 5              | 1              | 2              | 6              | Love. Angel. Music. Baby. |
| 2004 | "Rich Girl" (feat. Eve)                     | 3              | 7              | 4              | 14             | 4              | 2              | 2              | 4              | Love. Angel. Music. Baby. |
| 2005 | "Hollaback Girl"                            | 3              | 1              | 8              | 3              | 17             | 1              | 22             | 7              | Love. Angel. Music. Baby. |
| 2005 | "Cool"                                      | 6              | 13             | 11             | 20             | 32             | 10             | 9              | –              | Love. Angel. Music. Baby. |
| 2005 | "Luxurious" (feat. Slim Thug)               | 27             | 21             | 45             | 65             | –              | 25             | 94             | –              | Love. Angel. Music. Baby. |
| 2006 | "Crash"                                     | –              | 49             | –              | –              | –              | –              | 83             | –              | Love. Angel. Music. Baby. |
| 2006 | "Wind It Up"                                | 8              | 6              | 3              | 21             | 12             | 5              | 12             | 19             | The Sweet Escape          |
| 2007 | "The Sweet Escape" (feat. Akon)             | 1              | 2              | 2              | 6              | 4              | 2              | 3              | 11             | The Sweet Escape          |
| 2007 | "4 in the Morning"                          | 9              | 54             | 22             | 18             | 21             | 9              | 4              | 30             | The Sweet Escape          |
| 2007 | "Now That You Got It" (feat. Damian Marley) | –              | –              | 59             | 73             | –              | 37             | 32             | –              | The Sweet Escape          |
| 2007 | "Early Winter"*                             | –              | –              | –              | 6              | –              | –              | 40             | 14             | The Sweet Escape          |

### Ca invitat
| An   | Single                    | Artist   | Pozitia in top | Pozitia in top | Pozitia in top | Pozitia in top | Pozitia in top | Pozitia in top | Pozitia in top | Pozitia in top | Album      |
| An   | Single                    | Artist   | WW             | U.S.           | UK             | GER            | FRA            | AUS            | NLD            | SWE            | Album      |
| ---- | ------------------------- | -------- | -------------- | -------------- | -------------- | -------------- | -------------- | -------------- | -------------- | -------------- | ---------- |
| 2000 | "South Side"              | Moby     | –              | 14             | –              | –              | –              | –              | –              | –              | Play       |
| 2001 | "Let Me Blow Ya Mind"     | Eve      | 2              | 2              | 4              | 5              | 15             | 5              | 2              | 6              | Scorpion   |
| 2005 | "Can I Have It like That" | Pharrell | 27             | 49             | 3              | 37             | 78             | 22             | 25             | 60             | In My Mind |

(*) Indică faptul că melodia a fost lansată doar în Europa, exceptând Marea Britanie.

## Videoclipuri
| An   | Titlu                   | Regizor          |
| ---- | ----------------------- | ---------------- |
| 2004 | "What You Waiting For?" | Francis Lawrence |
| 2004 | "Rich Girl"             | David LaChapelle |
| 2005 | "Hollaback Girl"        | Paul Hunter      |
| 2005 | "Cool"                  | Sophie Muller    |
| 2005 | "Luxurious"             | Sophie Muller    |
| 2006 | "Crash"                 | Sophie Muller    |
| 2006 | "Serious"*              | Sophie Muller    |
| 2006 | "Wind It Up"            | Sophie Muller    |
| 2007 | "The Sweet Escape"      | Joseph Kahn      |
| 2007 | "4 in the Morning"      | Sophie Muller    |
| 2007 | "Now That You Got It"   | Saline Project   |
| 2007 | "Early Winter"          | Sophie Muller    |

Un videoclip pentru melodia "Serious" a fost filmat cu toate ca melodia nu a fost promovata, videoclipul complet nu a fost niciodata lansat.

## Video
| An   | Informatii                                                                                     |
| ---- | ---------------------------------------------------------------------------------------------- |
| 2006 | Harajuku Lovers Live - Lansat: 5 decembrie, 2006 - Label: Interscope - Director: Sophie Muller |